# De nog grotere slijmfilm
De nog grotere slijmfilm is een Nederlandse speelfilm uit 2021, geregisseerd door Martijn Smits. De film is het vervolg op De grote slijmfilm uit 2020. De film trok bijna 250.000 bezoekers en daarmee de best bezochte Nederlandse kinderfilm van het jaar.

## Rolverdeling
| Acteur             | Personage        |
| ------------------ | ---------------- |
| Bibi               | Indy             |
| Vincent Visser     | Daan             |
| Sarah Nauta        | Vesper           |
| Rómeycia Valentijn | Olivia           |
| Ferdi Stofmeel     | Joost            |
| Tina de Bruin      | Brechtje         |
| Edson da Graça     | Meester Mitchell |
| Denise Aznam       | Puck             |
| Matheu Hinzen      | Benji            |
| Aaron Bezemer      | Rodney Pruim     |
| Quinn Bezemer      | Rodney Pruim     |
| Huub Smit          | Parkeerwacht     |
| Harry Piekema      | Man in pak       |